# Кларк, Алуред
Сэр Алуред Кларк (англ. Alured Clarke; 24 ноября 1744 — 16 сентября 1832) — британский военачальник, фельдмаршал (22 июля 1830), лейтенант-губернатор колониальной провинции Квебек и гражданский администратор Нижней Канады. После службы в Канаде Кларк служил главнокомандующим британских войск в Мадрасе, затем в Бенгалии, впоследствии и всей Индии.

## Военная карьера
Окончив Итонский колледж в 1758 году, Кларк стал энсином в 50 пехотном полку в 1759 году и служил в Германии под началом маркиза Грэнби. В 1760 году он был повышен до звания лейтенанта, а в 1763 году стал капитаном в 52 пехотном полку, где он служил вплоть до 1767 года, когда он был переведён в 5 пехотный полк, размещённый в Ирландии. В 1771 году Кларк получил звание майора в 54 пехотном и в 1775 году был повышен до звания подполковника, во время службы в Америке.
В 1782 году он стал лейтенант-губернатором Ямайки; по результатам службы он был рекомендован королю Георгу III как человек, подходящий для поста лейтенант-губернатора Квебека.
В 1795 году он был послан в Индию с секретными инструкциями прервать плавание на мысе Доброй Надежды, где он и его войска одержали победу над голландской армией у Винберга. 16 сентября он принял их капитуляцию и провёл следующие два месяца, занимаясь вопросами управления и обороны перед отбытием в Индию. По прибытии в Индию он стал генерал-губернатором Мадраса. Затем в 1797 году он на короткое время стал генерал-губернатором Бенгалии.
В сентябре 1797 года он был назначен генерал-губернатором Индии, а уже с 1798 года занял пост главнокомандующего британскими войсками в Индии. Эту должность он занимал вплоть до 1801 года. В 1830 году он получил звание фельдмаршала, когда на трон взошёл Вильгельм IV.

## Семья
В 1770 году Кларк женился на Элизабет Кэтрин Хантер, которая восемью годами ранее сбежала с женатым графом Пемброком. Детей у Кларка и Элизабет не было. Жена умерла в 1795 году.